# 手越河原の戦い
手越河原の戦い（てごしがわらのたたかい）は建武2年12月5日に駿河国手越河原で戦われた戦い。後醍醐天皇が足利尊氏追討を新田義貞に命じた新田軍と足利軍との合戦である。なお、JR安倍川駅東口、静岡市駿河区みずほ五丁目の公園内に石碑がある。

## 合戦前
中先代の乱が起こり太平記ではその際、直義が独断で東光寺に閉じ込められていた後醍醐の皇子の護良親王を家臣の淵辺義博に殺害させた。その後、後醍醐に足利尊氏が時行討伐の許可と同時に武家政権の設立に必要となる総追捕使と征夷大将軍の役職を要請するが、後醍醐は要請を拒否する。後醍醐の勅状を得ないまま征伐に行ってしまったため尊氏は追って征東将軍の号を与える。鎌倉に本拠を置いて武家政権の既成事実化をはじめる。これを恐れた後醍醐は尊氏追討令を発し新田義貞を鎌倉へ向かわせる。
そして、建武2年11月25日（1336年1月8日）から27日にわたり三河国矢作川で新田軍と足利直義、高師泰の間で矢作川の戦いが発生する。直義勢は20万程の東国の武将を率いてきたが、矢作川の戦いでは高勢が敗走したため直義勢は遠江国に退却した。

## 合戦の経過
義貞は約67000の軍勢で京を出陣。尊良親王と共に東海道を鎌倉へと進んだ。一方、尊氏は東国の武士を集め弟の直義を大将として新田軍を迎え撃つため出陣させた。
建武2年12月5日、両軍は安倍川右岸河口付近の手越河原で激突。時に正午だった。
正午から夜8時まで17回の激闘の末、新田軍が夜襲に成功し直義勢は敗れた。この戦いで近江国守護の佐々木道誉の弟の貞満らが戦死。道誉も新田軍に降伏して新田軍に従軍した。難太平記ではこのとき、直義の家臣の淵辺義博が身代わりに殺され、直義が逃げる間をつくったとされる。
南朝方から書かれた『太平記』では直義は鎌倉に敗走したものの、義貞は伊豆国府に兵を逗留させたままにしたため「薄情」（情けないの意）と評している。

## ギャラリー

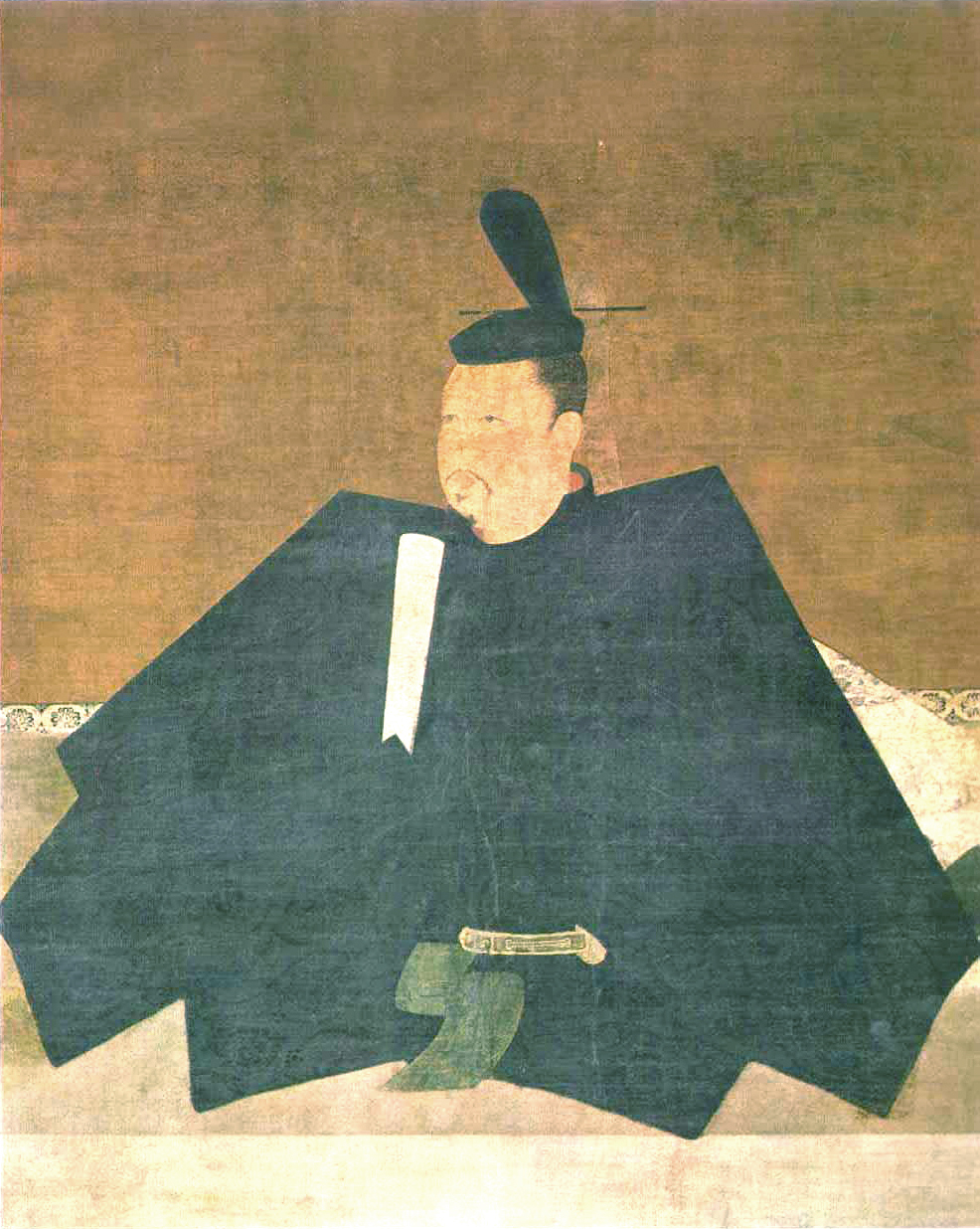
足利尊氏像[注釈 2]。尊氏は中先代の乱で功をあげた者に独自の恩賞を与えるなど新政に反離していた。
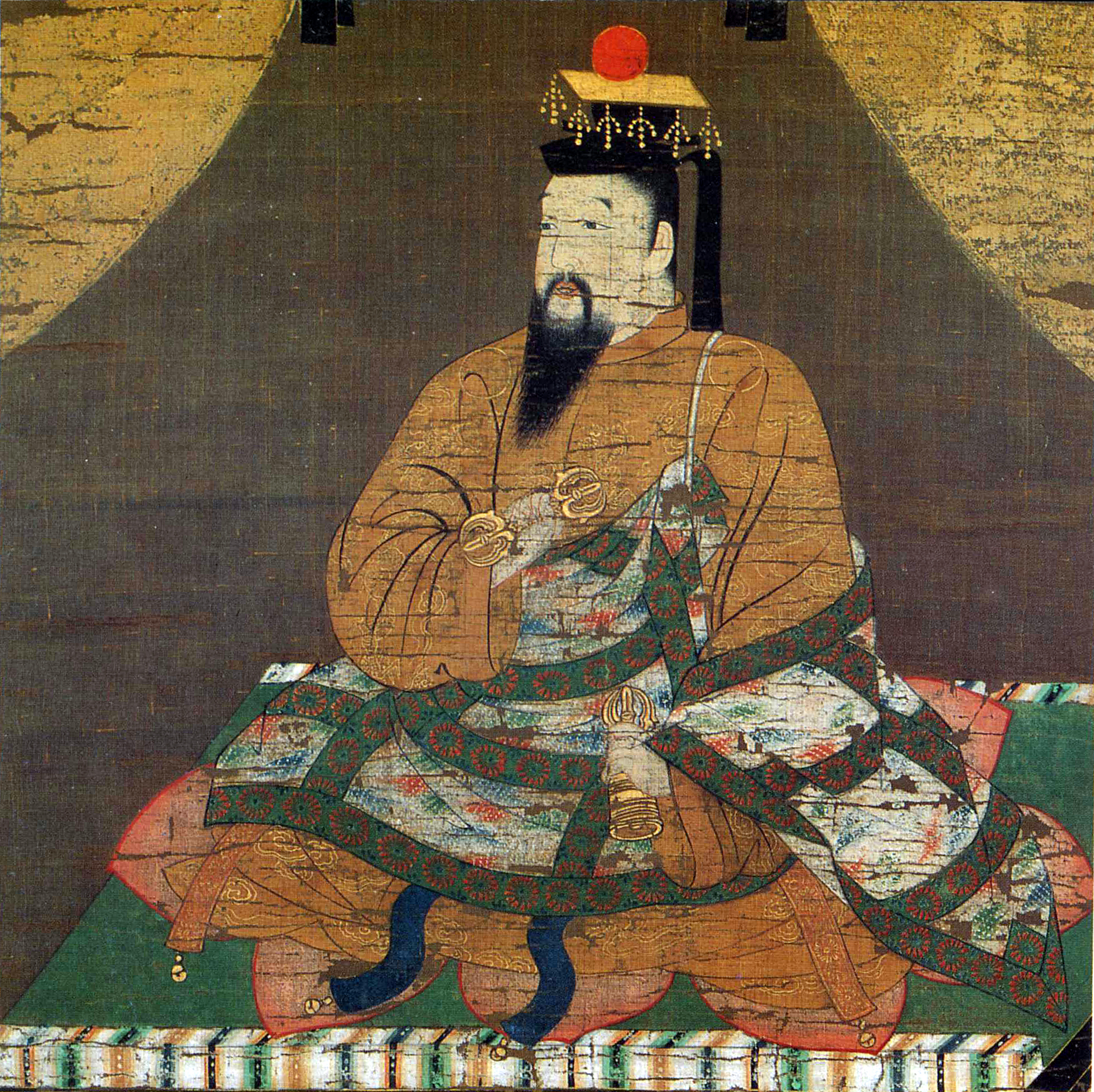
後醍醐天皇御像。後醍醐は当時、無能さを批判され権威は地に堕ちていた。
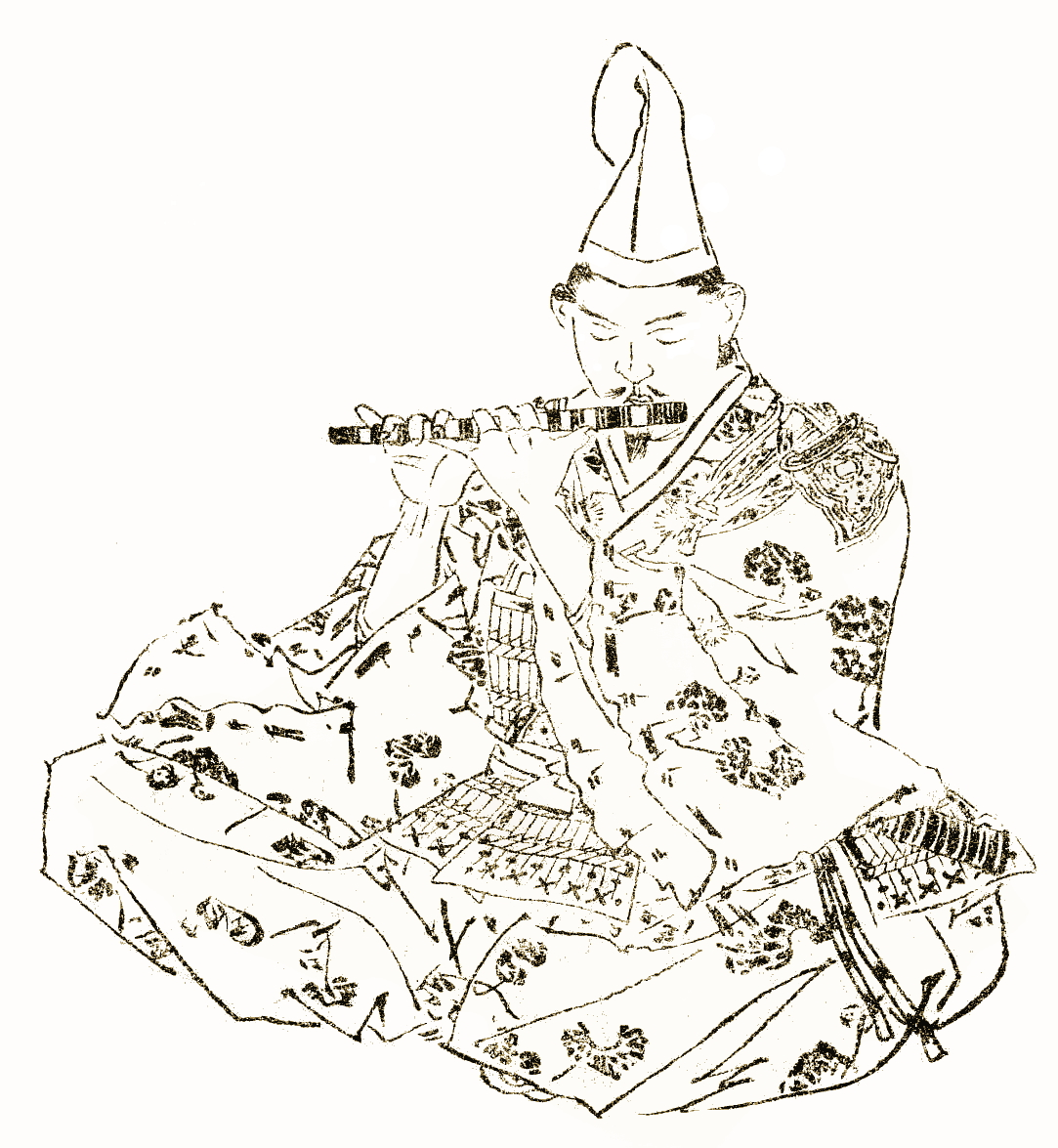
義貞は建武の新政において鎌倉攻めの功で左兵衛督に任ぜられている。
足利直義像[注釈 3]。尊氏が中先代の乱で功をあげた者に恩賞を与えていたのは直義の進言があったとされる。
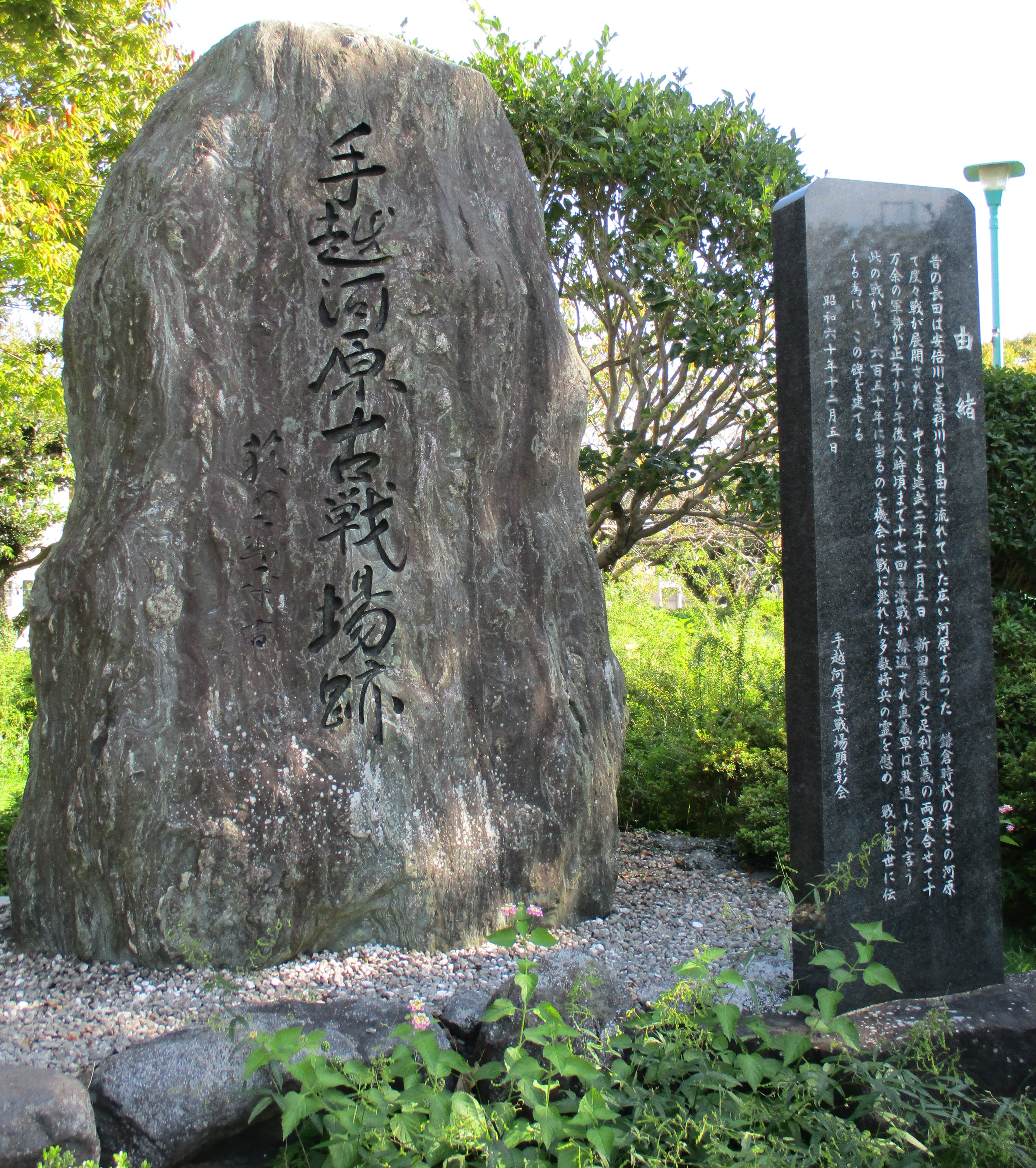
静岡市駿河区にある、手越河原の戦いの石碑。